# リン・ドブソン
リン・ドブソン（Lyn Dobson、1939年6月22日 - ）は、ジャズ・ロックのフルート奏者およびサックス奏者として知られるイングランドのミュージシャンである。

## 略歴
リン・ドブソンは、1960年代半ばにジョージィ・フェイム・アンド・ザ・ブルー・フレイムスやマンフレッド・マン、そしてソフト・マシーンやキーフ・ハートリーの作品に参加し、ニック・ドレイクやジョン・マーティンのアルバムで演奏を行った。ドブソンは、マンフレッド・マンのシングル「Pretty Flamingo」で、フルートのソロを演奏している。ドブソンは、LPアルバム『オグデンズ・ナット・ゴーン・フレイク』や楽曲「The Autumn Stone」（グループ解散後の1969年にリリースされた）など、スモール・フェイセスの多くのセッションで演奏し、1968年にはライブにも参加している。その後、ハンブル・パイのデビュー・アルバム『アズ・セイフ・アズ・イエスタデイ・イズ』（1969年）にゲスト出演し、シタールを演奏した。
1974年、Fresh Air Recordsからソロ・アルバム『Jam Sandwich』をリリースした。
1970年代以降、彼は、劇場にて、ダンス、ドラマ、マルチメディア、音楽指導、音楽療法といったジャンルで働くようになった。1990年代、ドブソンはサード・イアー・バンドで2枚のアルバムを録音している。

## ディスコグラフィ

### ソロ・アルバム
- Jam Sandwich (1974年)

## 参照
- ヘンリー・ロウサー
- エルトン・ディーン